# Jan van Noordt

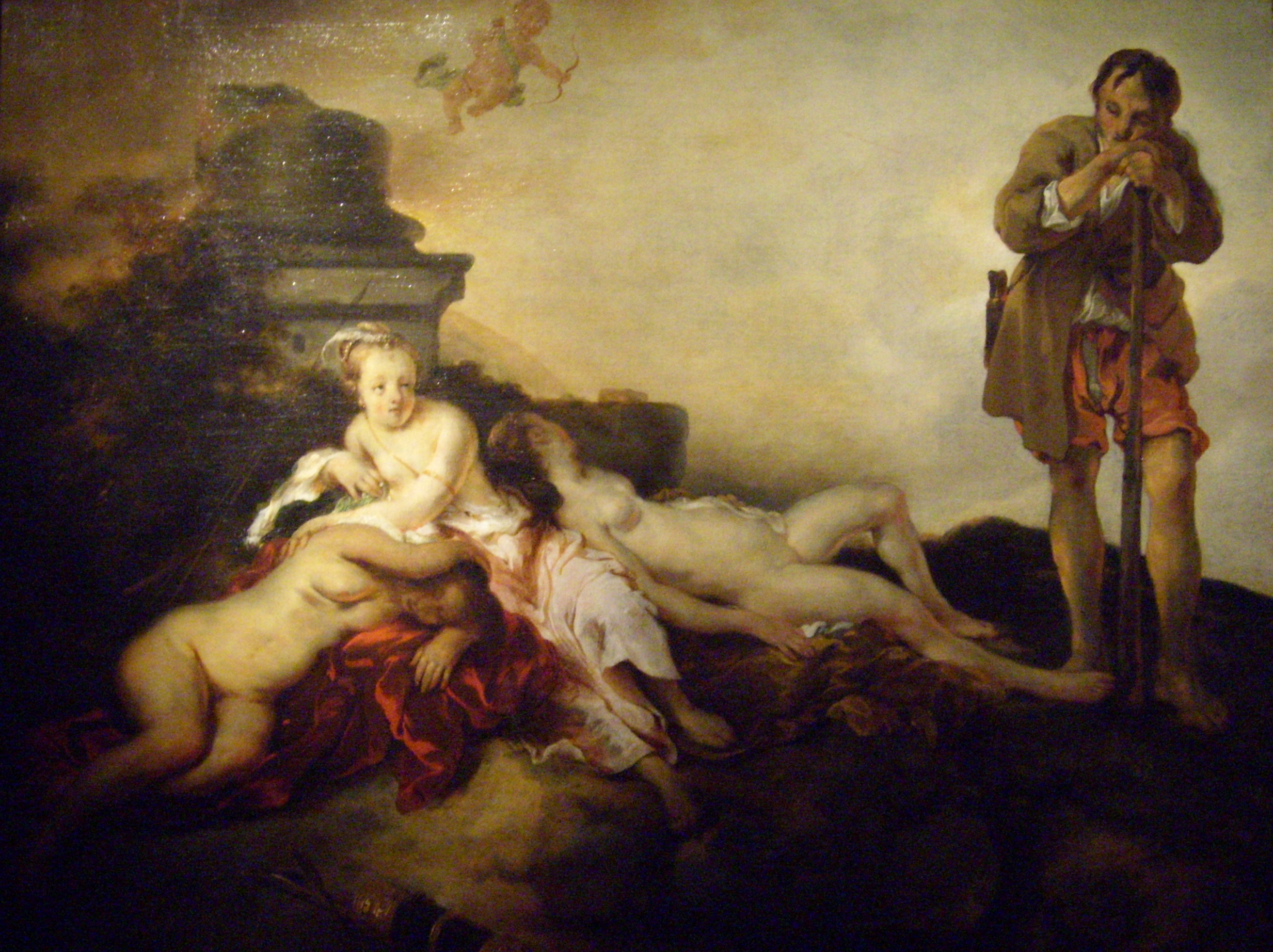
Cimone en Ephigene (1659)

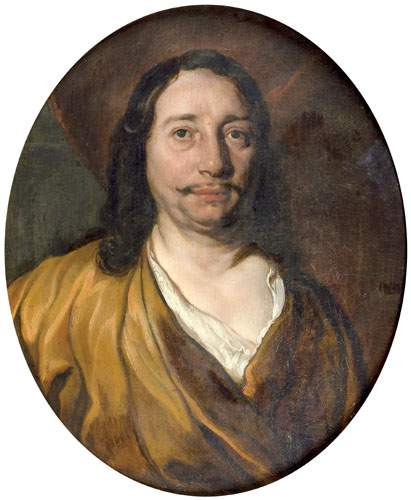
Jan van Noordt, Zelfportret, c. 1670. Doek, 61.2 x 51.7 cm, Amsterdam, privécollectie

Jan van Noordt ook Joan van Noort (Schagen, 1624 – ca. 1676) was een flamboyant historie- en portretschilder uit de 17e eeuw. Hij schilderde klassieke thema's, soms gebaseerd op toneelstukken of herdersspelen.

## Biografie
Alhoewel noch zijn doop, noch zijn overlijden zijn opgetekend, wordt over Jan van Noordt de laatste jaren steeds meer bekend. Zijn vader Sijbrandt was een schoolmeester en organist uit Schagen die omstreeks 1630 naar Amsterdam kwam. In 1640 stierf zijn vrouw, en zijn kinderen, waaronder Jan, erfden 400 gulden van hun moeder.
Van Noordt, woonachtig in de Slijkstraat, kreeg omstreeks deze tijd zijn opleiding bij Jacob Adriaensz. Backer, samen met Abraham van den Tempel, de zoon van Lambert Jacobsz. Na de dood van Backer schilderde hij meer in de stijl van Govert Flinck.
Hij schilderde aanvankelijk historiestukken voor de vrije markt: bijbelse en mythologische taferelen en ook scènes uit geliefde toneelstukken van die tijd. Zijn werk viel kennelijk in de smaak want hij kreeg steeds meer opdrachten van Amsterdamse regentenfamilies, ook voor portretten. Rond 1663 schilderde hij Jan J. Hinlopen en zijn vrouw Leonora Huydecoper van Maarsseveen.
In 1671 ging zijn broer Jacobus failliet en werd in hechtenis gehouden. In 1674 woonde of werkte hij op de Bloemgracht. Op 2 mei 1675 vertrok hij plotseling uit een atelier op de Egelantiersgracht.
Van Noordt had een leerling tussen 1664 en 1669: Johannes Voorhout. De zeeschilder en kunstkenner Jan van de Cappelle bezat een aantal van zijn werken, waaronder een portret van zijn vrouw. Van Noordt was nooit getrouwd, maar had blijkbaar een goede verstandhouding met de dochter van Samuel Coster. Hij baseerde zich op werk van Mattheus Gansneb Tengnagel en op Granida van Pieter Corneliszoon Hooft.

## De familie Van Noordt
Jan was de broer van Jacobus van Noordt en Anthonie van Noordt, organisten van de Nieuwezijds Kapel, de Oude Kerk, en de Nieuwe Kerk in Amsterdam. Ze waren de opvolgers van Dirck Sweelinck. Lucas, de jongste, werd predikant in Diemen. Hun neef, Sybrandt van Noordt junior, de zoon van Jacobus, volgde zijn vader op als organist van de Oude kerk en werd later organist en beiaardier in Haarlem. Hij was ook componist.
- Bibsys: 8045931
- Biblioteca Nacional de España: XX1799150
- Bibliothèque nationale de France: cb14966603n (data)
- Biografisch Portaal: 62583897
- Digitale Bibliotheek voor de Nederlandse Letteren: noor017
- Gemeinsame Normdatei: 121083446
- International Standard Name Identifier: 0000 0001 1662 6014
- Library of Congress Control Number: no2007158139
- Nederlandse Thesaurus van Auteursnamen: 148819877
- RKD-Nederlands Instituut voor Kunstgeschiedenis: 59905
- Système universitaire de documentation: 132631296
- Museum of New Zealand Te Papa Tongarewa: 1702
- Union List of Artist Names: 500027003
- Virtual International Authority File: 95848379